# Вергара Альбано, Анисето
Анисето Вергара Альбано (исп. Aniceto Vergara Albano; 1825, Сантьяго – 29 марта 1909, там же) – чилийский политический и государственный деятель, дипломат, юрист, судья, сенатор. Член Королевской академии испанского языка.

## Биография

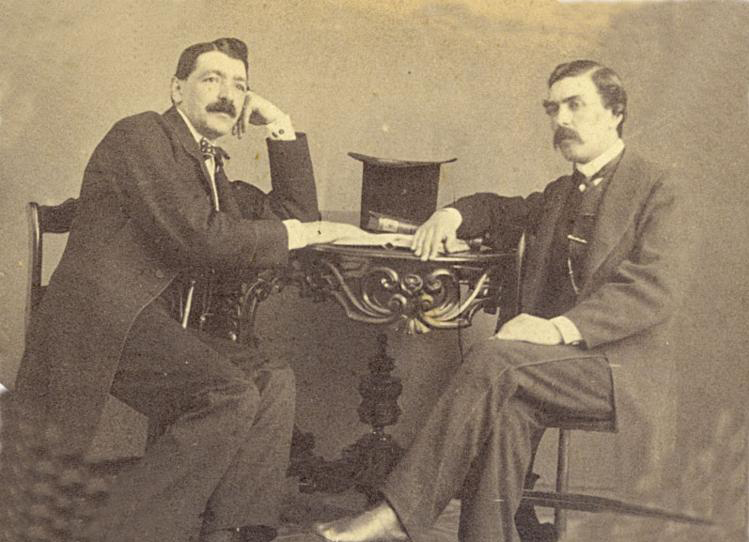
Доминго Санта-Мария и А. Вергано Альбано

После окончания учёбы в Национальном институте, изучал право в Чилийском университете . С 1855 года работал адвокатом. Был членом Либеральной партии Чили.
С 1863 года работал на юридическом факультете Чилийского университета.
В 1882—1886 годах — управляющий Монетным двором.
Член наблюдательного совета Национальной сберегательной кассы (1886—1888) .
Государственный советник. В 1888 году был избран в палату депутатов — парламент Чили.
Директор Ипотечного кредитного фонда (1888—1891).
Полномочный посол Чили в Боливии (1867—1870). В 1884—1885 годах занимал пост министра иностранных дел и колонизации Чили.
Полномочный посол Чили в Испании (1889—1890) и Ватикане (1890).
В 1891—1897 годах был сенатором, работал в постоянной комиссии по правительственным и международным отношениям и конституции, законодательству и правосудию.
Член Апелляционного суда Сантьяго (1897—1903).
Председатель Верховного суда Чили (1903—1907).